# 麻生路郎
麻生 路郎（あそう じろう、1888年7月10日 - 1965年7月7日）は、大正・昭和初期の川柳家。川柳六大家の一人。本名・幸二郎。

## 経歴
広島県尾道市十四日元町生まれ。10歳の時大坂船場へ移り住み大坂高商（現大阪市立大学）在学中に川柳を始める。卒業後、大阪電信局、毎日新聞記者、病院事務長など色々な職に就いた。1924年、大阪で『川柳雑誌』を創刊。1936年“職業川柳人”を宣言した。川柳誌経営が職業として成り立つ時代だった。麻生は、川柳を「川柳とは人間及び、自然の性情を素材とし、その素材の組み合わせによる内容を平原俗語で表現し、人の肺腑を衝く十七音字中心の人間陶冶の詩である」と定義付け、川上三太郎、岸本水府、前田雀郎、村田周魚、椙本紋太とともに「川柳六大家」と呼ばれた。「俺に似よ俺に似るなと子をおもい」の句が特に有名だが、「大杉（大杉栄）を殺し思想を取り逃がし」や「あの博士今度は民主主義を売り」など、社会的な句も多く残している。酒豪で知られ、同じ川柳家の妻・葭乃の読んだ「飲んで欲しやめても欲しい酒を注ぎ」の句も有名。1965年、肝臓障害で死去。享年77。
なお麻生が創刊した『川柳雑誌』は現在大阪の川柳誌『川柳塔』に引き継がれている。

## 著書
- 『懐手 川柳漫画』柴谷柴舟画 奎文堂 1920
- 『累卵の遊び 川柳漫画』柴谷柴舟画 不朽洞 1928
- 『川柳漫談 』弘文館 1929
- 『新川柳評釈』不朽洞 1938
- 『川柳とは何か 川柳の作り方と味い方』至文堂 1955 (学生教養新書)
- 『新川柳鑑賞』川柳雑誌社 1959 (川雑叢書)
- 『師弟 川柳句集 五百句』橘高薫風共著・編 葉文館出版 1999.3
- 『麻生路郎読本』川柳塔社 2010.9

## 翻訳
- 『アラビヤンナイト』藤谷崇文館 1923
- 『新訳イソップの話』藤谷崇文館 1923